# Comagene

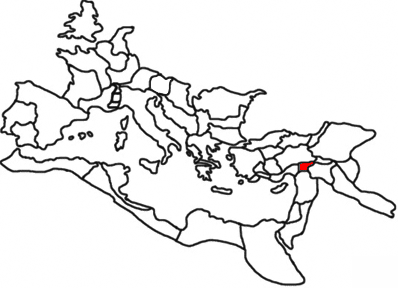
Provincia romana de Comagene.

Comagene era una antigua región de Asia Menor, situada junto al Éufrates, al pie del Tauro. El Reino de Comagene (en griego: Βασίλειον τῆς Kομμαγηνῆς, en armenio: Կոմմագենեի թագավորություն; Kommagenev t’agavorut’yun) fue un antiguo reino armenio, del Periodo helenístico, cuya capital era Samósata. Formó parte del reino seléucida hasta el 162 a. C. En el año 17 de nuestra era fue anexionada por Roma, aunque bajo Calígula volvió a ser un estado cliente que, por último, fue anexionado definitivamente al imperio e integrado en la provincia romana de Siria en el año 72.

## Historia

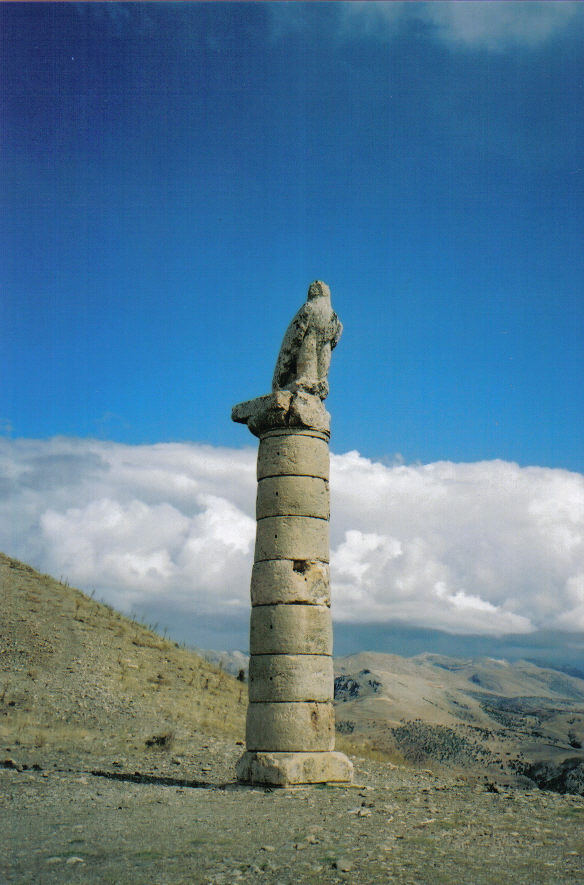
Monumento en Nemrud.

Comagene fue originalmente un pequeño reino sirio-hitita, situado en el centro-sur de Anatolia, con capital en Samósata, cerca del Éufrates. Es mencionado por vez primera en textos asirios. El Imperio aqueménida conquistó Comagene en el siglo VI a. C., y Alejandro Magno lo hizo en el siglo IV a. C. Después del desmembramiento del Imperio de Alejandro, Comagene fue un estado y provincia del Imperio seléucida greco-sirio.
El reino helenístico de Comagene, delimitado por Cilicia al oeste y por Capadocia al norte, surgió en el 162 a. C., cuando su gobernador, Ptolomeo, un sátrapa del moribundo Imperio seléucida, se declaró independiente. La dinastía de Ptolomeo estaba relacionada con los reyes de Partia, pero su descendiente, Mitrídates I Calinico (109 a. C.–70 a. C.) abrazó la cultura helenística y se casó con la princesa greco-siria Laódice VII Tea. Su dinastía pudo así reclamar lazos con Alejandro Magno y con los reyes persas. Este matrimonio puede haber formado parte de un tratado de paz entre Comagene y el Imperio seléucida. Desde este momento el reino de Comagene fue más griego que persa. Junto con Sophene, sirvió de centro importante para la transmisión de las culturas helenística y romana en la región. Los detalles son escasos, pero se cree que Mitrídates Calinico aceptó la soberanía armenia durante el reinado de Tigranes II el Grande.

La zona oriental del Imperio Romano hacia 50, con las provincias romanas, los reinos clientes y la frontera con el Imperio Parto.

El hijo de Mitrídates y Laódice fue el rey Antíoco I (70 a. C.–38 a. C.) Antíoco fue aliado del general romano Pompeyo durante las últimas campañas contra Mitrídates VI de Ponto en 64 a. C. Gracias a su habilidad diplomática, Antíoco fue capaz de mantener a Comagene independiente de Roma. En el año 17, cuando murió Antíoco III, el emperador Tiberio anexionó Comagene a la provincia de Siria. Según Flavio Josefo, esto fue aceptado por la nobleza local, pero no por el pueblo, que prefería seguir con sus propios reyes. Tácito, por su parte, afirma que «la mayoría prefería a los romanos, pero otros preferían el gobierno real».
En 38, Calígula restableció al hijo de Antíoco III, Antíoco IV, y le entregó las áreas salvajes de Cilicia para gobernar. Antíoco IV fue el único rey cliente de Comagene bajo el Imperio romano. Depuesto por Calígula y restaurado por Claudio en 41, reinó hasta el año 72, cuando el emperador Vespasiano depuso a la dinastía, y anexionó definitivamente el territorio a Siria, con el pretexto de que «Antíoco estaba a punto de rebelarse... según el gobernador Lucio Cesenio Peto». La Legio VI Ferrata, que dejó Peto en Comagene, no fue admitida por el pueblo; una batalla con los hijos de Antíoco, Epifanes y Calinico, terminó igualada y Antíoco se rindió. La Legio III Gallica ocuparía la zona en 73..

## Sátrapas de Comagene, 290-163a.C.
- Sames I c.290-c.260 a. C.
- Arsames I c.260-c.228 a. C.
- Xerxes de Comagene c.228-c.201 a. C.
- Ptolomeo de Comagene c.201-163 a. C.

## Reyes de Comagene, 163a.C.-72d.C.
| Dinastía Oróntida (163-3 a. C.)                                               |                       |                      |   |                                                                                 |
| Ptolomeo (¿-130 a. C.)                                                        | 163 a. C. - 130 a. C. |                      | - | Samos II                                                                        |
| Samos II Theosebes Dikaios (¿-109 a. C.)                                      | 130 a. C. - 109 a. C. | Pythodoris           |   | Mitrídates I                                                                    |
| Mitrídates I Calínico (¿-70 a. C.)                                            | 109 a. C. - 70 a. C.  | Laódice VII Tea      |   | Antíoco I                                                                       |
| Antíoco I Theos Dikaios Epífanes Filorromano Filoheleno (¿-38 a. C.)          | 70 a. C. - 38 a. C.   | Isias                |   | Mitrídates II, Laódice de Partia, Antíoco II de Comagene, Antióquida y Athenais |
| Mitrídates II Antíoco Epífanes Filorromano Filoheleno Monocrites (¿-20 a. C.) | 38 a. C. - 20 a. C.   | Laódice              |   | Mitrídates III                                                                  |
| Mitrídates III Antíoco Epífanes (¿-12 a. C.)                                  | 20 a. C. - 12 a. C.   | Iopata de Atropatene |   | Aka II de Comagene, Iotapa, Iopata II, Antíoco III                              |
| Antíoco III Epífanes (¿-17)                                                   | 12 a. C. - 17         | Iopata II            |   | Antíoco IV y Julia Iopata                                                       |
| Anexión romana del reino, integración en la provincia de Siria (17-38 d. C.)  |                       |                      |   |                                                                                 |
| Antíoco IV Epífanes (¿15/16 a. C.?-72)                                        | 38 - 72               | Julia Iopata         |   | Cayo Julio Arquelao Antíoco Epífanes, Calínico y Julia Iopata                   |
| Anexión romana del reino, integración en la provincia de Siria (72 d. C.)     |                       |                      |   |                                                                                 |